# Bintang Hu (Lhoksukon)
Bintang Hu is een bestuurslaag in het regentschap Aceh Utara van de provincie Atjeh, Indonesië. Bintang Hu telt 1260 inwoners (volkstelling 2010).